# Chrysso vexabilis
Chrysso vexabilis là một loài nhện trong họ Theridiidae.
Loài này thuộc chi Chrysso. Chrysso vexabilis được Eugen von Keyserling miêu tả năm 1884.